# Kocina (Gogolin)
Kocina – część miasta Gogolin, położona na północny wschód od centrum miasta.